# Штюргк, Карл фон
Карл фон Штюргк (Штюрк) (нем. Karl von Stürgkh; 30 октября 1859, Грац — 21 октября 1916, Вена) — австро-венгерский государственный деятель, граф. Министр-президент Цислейтании в 1911—1916 годах.
Известен как автор идеи о роспуске Рейхсрата в марте 1914 года. Во время Июльского кризиса выступал за проведение без одобрения парламента военной операции против Сербии. Находясь в должности, погиб в результате покушения, совершенного социал-демократом Фридрихом Адлером.

## Биография
Штирийский землевладелец. В 1891 году стал депутатом Рейхсрата, входил в группу «Верные конституции крупные землевладельцы» (Verfassungstreuer Großgrundbesitz). После введения в 1907 всеобщего избирательного права для мужчин Штюргк был вынужден покинуть парламент. В 1909—1911 — министр просвещения в кабинетах Р. Бинерт-Шмерлинга и П. Гауча фон Франкентурна.
28 октября во время волнений в Вене, вызванных повышением цен, император Франц Иосиф I принял отставку правительства Гауча и поручил Штюргку формирование нового кабинета.
Находясь на посту главы правительства, Штюгк конфликтовал с Рейхсратом. Парламентский регламент не предусматривал мер против обструкции, которую широко практиковали чешские депутаты. Правительство широко использовало практику отсрочивания созыва заседаний Рейхсрата и в соответствии с § 14 действовавшей Конституции (1867) осуществляло управление посредством временных императорских предписаний (Kaiserliche Verordnungen). 14 марта 1914 созыв Рейхсрата был отложен на 4 месяца, и в результате депутаты оказались устранены от принятия государственных решений после убийства эрцгерцога Франца Фердинанда, в ходе Июльского кризиса.
В ходе развернувшегося летом 1914 кризиса Штюргк примкнул к «военной партии», выступавшей за жёсткий курс в отношении Сербии (министр иностранных дел Берхтольд, начальник генерального штаба Гётцендорф, министр финансов Билинский, военный министр Кробатин).
После начала войны правительство Штюргка, несмотря на разворачивающиеся события, не пошло, в отличие от других вовлечённых в конфликт государств, на созыв чрезвычайной сессии парламента и продолжило практику издания императорских предписаний вместо законов. Были введены ограничения основных прав граждан, в том числе свободы печати. Требования оппозиции о созыве рейхсрата были отклонены.
21 октября 1916 года Карл фон Штюргк был застрелен социал-демократом Фридрихом Адлером во время обеда в ресторане отеля Meissl & Schadn на площади Нойер-Маркт в Вене. Адлер дождался, когда Штюргк сядет за столик, достал револьвер и произвел три или четыре выстрела в голову главы правительства. После этого он выкрикнул: «Долой абсолютизм, мы хотим мира!» Убийца был приговорён к смертной казни, однако затем помилован императором Карлом I и приговорён к 18 годам тюрьмы. Амнистирован императором осенью 1918 года.